# Нова Југославија
Нова Југославија био је термин којим је Народноослободилачки покрет (НОП) називао будућу федералну државу Југославију, која је требала да настане на темељу одлука донетих на Другом заседању АВНОЈ у Јајцу, 29. новембра 1943. и имао је за циљ да психолошки и политички прикаже раскид са старом државом и њеним системом. Почео је да се користи нешто раније, па је 5. новембра 1943. приликом формирања партизанске телеграфске агенције она названа Телеграфска агенција Нове Југославије (ТАНЈУГ).
У периоду од Другог заседања АВНОЈ, новембра 1943. па до постизања коначног споразума са Владом Краљевине Југославије у егзилу, око формирања прелазних институција, термином Нова Југославија означавана је будућа федерална дражава, која је већ делимично постојала на територији под контролом јединица НОВ и ПОЈ, где су своје одлуке, преко органа народне власти, спроводили револуционарна скупштина и влада, односно Антифашистичко веће народног ослобођења (АВНОЈ) и Национални комитет ослобођења Југославије.
Употреба термина Нова Југославије добија на значају након формирања Привремене владе, 7. марта 1945, односно Привремене народне скупштине Демократске Федеративне Југославије (ДФЈ), која је настала трансформацијом АВНОЈ на његовом Трећем заседању 10. августа 1945. у Београду. Период од 7. марта, односно 10. августа до 29. новембра 1945, када је на заседању Уставотворне скупштине проглашена Федеративна Народна Република Југославија (ФНРЈ), био је прелазни период Југославије, од унитарне монархије до федералне републике. Термин „Нова Југославија” имао је симболичку функцију и требао је да нагласи јасну разлику између нове федералне републике, која је представљана као држава народне демократије, братства и јединства, социјалне правде и др, и „Старе Југославије”, како је називана Краљевина Југославија, која је представљана као симбол диктатуре, националне и социјалне неједнакости и др.
Након настанка ФНР Југославије, новембра 1945, али и каснијих година термин Нова Југославија и даље је коришћен како би се симболички нагласила нова држава израсла из Народноослободилачке борбе, чији је легитимитет почивао на одлукама АВНОЈ и жртвама поднетим у рату.